# Tubercula pubertatis

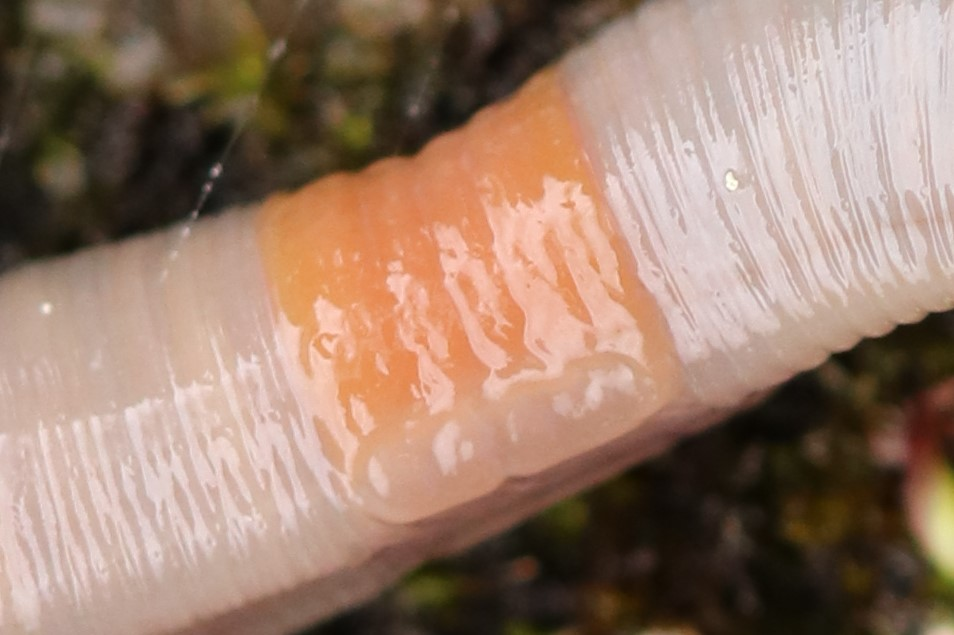
Pubertätsstreifen eines auf die Seite gedrehten Regenwurms. Bei dieser Art erstrecken sie sich fast über den gesamten Gürtel

Die Tubercula pubertatis, auch Pubertätstuberkel, Pubertätsleisten, Pubertätsstreifen oder Pubertätswälle sind drüsige Verdickungen auf oder nahe dem Clitellum der Crassiclitellata. Bei den Regenwürmern sind sie als Paar von mehr oder weniger ovalen, längs zum Körper verlaufenden Erhöhungen die manchmal auch geteilt oder als separate Papillen bauchseitig an beiden Seiten auf dem Clitellum liegen. Üblicherweise erstrecken sie sich über weniger Segmente als das Clitellum, bei einigen Arten der Regenwürmer kann die Tubercula pubertatis auch über das Clitellum hinausreichen. Tiere gelte als juvenil wenn weder Tubercula pubertatis noch Clitellum vorhanden sind und als subadult wenn die Tubercula pubertatis voll entwickelt, aber noch kein Clitellum vorhanden ist. Bei Arten ohne Spermathek fehlt die Tubercula pubertatis in der Regel. Es wird angenommen, dass epidermale Organe, wie die Tubercula pubertatis, zusammen mit dem bei der Fortpflanzung abgesonderten Schleim, die Würmer bei der Kopulation zusammenhalten.